# Mark Eliyahu
Mark Eliyahu (in ebraico מארק אליהו‎?; Derbent, 13 luglio 1982) è un compositore e musicista israeliano.

## Biografia
Mark Eliyahu, figlio di Peretz Eliyahu, è nato nella repubblica autonoma del Daghestan, nella Federazione Russa ed è emigrato in Israele con i suoi genitori nel 1989. All'età di 16 anni si è trasferito a Baku, in Azerbaigian, per studiare il kamancheh.
Nel 1999 si esibì come solista con la Israel Chamber Orchestra di Ramat Gan in un festival israeliano.
Nel 2004, ha registrato il suo primo album da solista Voices of Judea con il quale si è esibito in tutta Europa ed Israele.
Nel 2012 scrive la colonna sonora del film Balada le'aviv ha'bohe diretto da Benny Toraty in cui recita anche la parte di un violinista.
Nel 2020 ha composto e suonato la colonna sonora di Teheran, la serie televisiva di spionaggio politico israeliano.

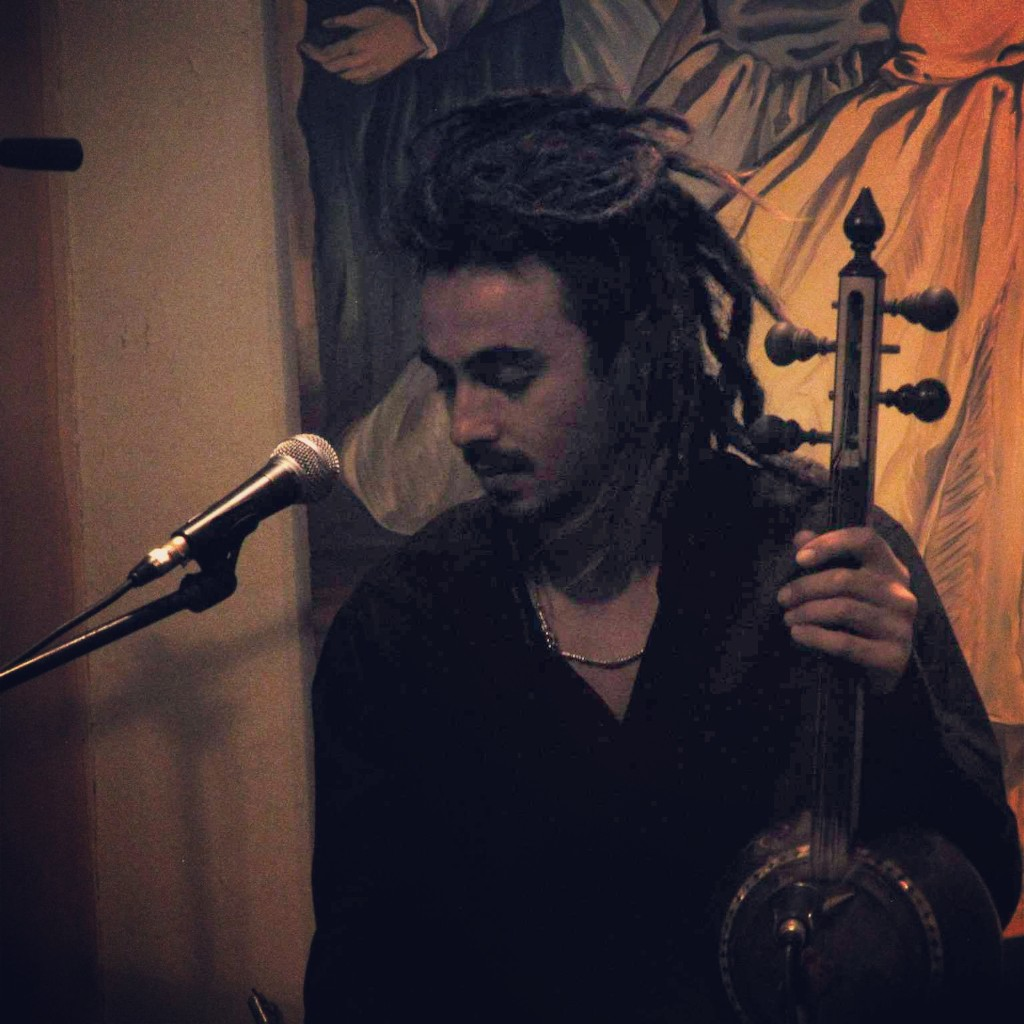
Mark Eliyahu nel 2013

Raggiunta la notorietà in Israele ha guadagnato una notevole popolarità tra gli ascoltatori iraniani nonostante la forte ostilità fra le due nazioni.